# 圣卢西亚 (马耳他)
圣卢西亚是马耳他的市镇及村庄，位于馬耳他島东部。市镇面积为0.7平方公里，2014年人口数量为2,997人。
圣卢西亚是马耳他在20世纪开发出的现代城镇之一，据1961年7月7日政府公告的公文而设立的。堂区教堂是奉献给庇護十世。市镇内有一座中国园林，1973年也发现了一座地宫。